# Musse Piggs kelgris
Musse Piggs kelgris (engelska: Mickey and the Seal) är en amerikansk animerad kortfilm med Musse Pigg från 1948.

## Handling
När Musse Pigg och Pluto kommer hem från djurparken märker de att en sälunge följt med i picknickkorgen. Till en början är det bara Pluto som lagt märke till den, medan det för Musse dröjer tills han ska bada.

## Om filmen
Filmen är den 122:e Musse Pigg-kortfilmen som producerades och den andra och sista som lanserades år 1948.
Filmen nominerades till en Oscar för bästa animerade kortfilm 1949, men förlorade till förmån för The Little Orphan med Tom och Jerry.

### Svenska utgivningar
Filmen hade svensk premiär den 26 november 1950 på Sture-Teatern i Stockholm som innehåll i kortfilmsprogrammet Kalle Ankas bravader tillsammans med sju kortfilmer till; Kalle Anka som jultomte, Pluto som gårdvar, Konståkning på trissor (ej Disney), Kalle Anka på honungsskörd, Pluto akrobat, Kalle Anka på camping och Kalle Anka på friarstråt. Året därpå den 29 januari visades filmen som separat kortfilm på biografen Spegeln som också ligger i Stockholm.
Filmen har haft flera svenska titlar genom åren. Vid biopremiären 1950 gick den under titeln Musse Piggs kelgris. Alternativa titlar till filmen är Mickey och sälen och Musse och sälungen, varav den sistnämnda har använts på köpfilm.

## Rollista
| Roll       | Originalröst    | Svensk röst  |
| Musse Pigg | James MacDonald | Anders Öjebo |
| Pluto      | Pinto Colvig    | ingen röst   |